# Brennen (Verfahren)
Brennen nennt man verschiedenste thermische Verfahren bei der Herstellung von Materialien und Fertigung von Halbzeug. Der Begriff wird häufig bei der Herstellung von keramischen Materialien, in der Pulvermetallurgie und bei der Alkoholherstellung verwendet.
Beim Brennen wird durch Zufuhr von Energie eine chemische Reaktion oder ein Umbau der Kristallstruktur eines Materials erreicht. Brennen dient dem Ändern von Stoffeigenschaften, unter Umständen auch als Trennverfahren (Materialgewinnung), oder kann im thermischen Ur- und Umformen (Formgebung) mitenthalten sein. Es ist auch ein Verfahren der Nachbehandlung.

## Brennen von Keramik
Brennvorgänge von Keramikfliesen, Porzellan und anderen keramischen Produkten finden in Thermoprozessanlagen (Schmelzofen, Brennofen usw.) statt. Temperaturbereiche richten sich nach den Materialien und können von Siedetemperaturen unter 100 °C bis zu Schmelzpunkten über 3000 °C (Spezialkeramiken) reichen. Die für ein Verfahren nötige Brenntemperatur ist dann aber meist auf ein recht enges Spektrum begrenzt.
Bei der Herstellung von keramischen Material spricht man von Sintern, wenn die physiko-chemischen Reaktionen im Mittelpunkt der Betrachtung stehen, von Brennen, wenn es eher um den konkreten Ofenbetrieb geht. Dabei ist zu unterscheiden, ob der Sintervorgang unter Bildung einer flüssigen Phase wie bei ton- und feldspathaltiger Silikatkeramik abläuft oder als Festphasensintern wie bei Oxid- und Nichtoxidkeramik. Das Brennen von Silikatkeramik erfolgt meist bei Temperaturen zwischen 900 °C und etwa 1400 °C, wobei die tonhaltigen Stoffe ab etwa 600 °C Wasser abgeben, das durch Poren entweicht. Durch Reaktion eines Feldspatanteils mit den anderen Bestandteilen der Formmasse können Phasen entstehen, die schon ab 925 °C schmelzflüssig werden. Diese schmelzflüssig gewordenen Phasen erstarren beim Wiederabkühlen glasartig, so dass das Gefüge von Silikatkeramiken neben kristallinen Anteilen im Allgemeinen auch eine amorphe Glasphase aufweist, deren Mengenanteil von den Ausgangsstoffen und von der Brenntemperatur abhängt. Das Brennen der Oxid- und Nichtoxidkeramik erfolgt im Allgemeinen bei hohen Temperaturen über 1400 °C (Oxidkeramik 1600 °C bis 1800 °C, Nichtoxidkeramik bis 1500 °C). Eine flüssige Phase tritt dabei nicht auf, so dass die Gefüge der Sinterkörper rein polykristallin sind. Das Sintern von Oxidkeramik kann in oxidierender Atmosphäre erfolgen, die auch zum Ausbrennen organischer Bindemittelzusätze vor dem wirklichen Sintervorgang geeignet ist. Das Sintern von Carbid- und Boridkeramik erfordert eine Inertgasatmosphäre im Brennofen und das Sintern von Nitridkeramik wird als Reaktionssintern in Stickstoffatmosphäre durchgeführt, wobei sich durch die Reaktion mit dem Stickstoff zunehmend Siliciumnitrid bildet. Während des Sinterns wachsen die Pulverkörner durch Diffusionsvorgänge zusammen. Im ganzen wird dabei ein poröser Festkörper in einen dichteren und festeren Zustand überführt.

## Brennen von Kalk
Beim Brennen von Kalk wird Calciumcarbonat, der Hauptbestandteil des Kalksteins, auf über 1000 °C stark erhitzt, wobei sich dieses zersetzt und unter Kohlenstoffdioxidabspaltung Calciumoxid (Branntkalk) entsteht.

## Brennen von Alkohol
Als Brennen bezeichnet man das Abtrennen von Ethanol zu Genusszwecken aus einer Maische durch Destillation. Im Gegensatz zur Destillation im Kontext mit der Isolierung und Reinigung von Chemikalien ist hierbei nicht die Gewinnung eines möglichst reinen Stoffs das Ziel, sondern die Gewinnung einer wohlschmeckenden Lösung aus Ethanol, anderen Alkoholen, Wasser und Aromastoffen.

## Käseherstellung
Bei der Käseherstellung wird als Brennen das Erwärmen des Bruches zum Austreiben von Wasser bezeichnet. Die Temperatur und Dauer unterscheiden sich je nach Käsesorte (Hartkäse: 52–56 °C, Weichkäse: 35–39 °C). Bei diesem Vorgang werden die Synärese und der Molkenaustritt durch die Temperaturerhöhung weiterhin gefördert.

## Beispiele
- Entgasen/Kalzinieren
  - Pyrolyse (thermische Abspaltung, Brenzen), wie Verkoken, Holzgasherstellung, Aktivkohlebrand usw.
  - Abspaltung von Kohlendioxid bei
    - Kalk; siehe Kalkbrennen
    - Gips
    - Zement
- Entfernen des Kristallwassers
  - zur Farbveränderung bei Schmucksteinen
- Pigmente (meist Umwandlung eisenbasierter Gelb- in rötliche Pigmente): gebrannter Ocker, gebrannte Umbra, gebrannte Siena, Eisenoxidrot
- Destillation
  - von Alkohol, siehe Brennen (Spirituose)